# Gunārs Siliņš
Gunārs Siliņš (Letland, 5 februari 1928 - Letland, 21 mei 2001) was een voormalig Sovjet- en Letse basketbalspeler.

## Carrière
Siliņš begon zijn carrière in 1944 bij Dinamo Riga. Met Dinamo verloor hij in 1949 de finale van de USSR Cup. In 1949 stapte hij over naar VVS MVO Moskou. Met VVS MVO Moskou werd hij Landskampioen van de Sovjet-Unie in 1952. Hij verloor twee keer de USSR Cup in 1951 en 1952. In 1953 ging Siliņš naar CSKA Moskou. In 1954 verhuisde hij naar SKA Riga. Met SKA werd hij drie keer landskampioen van de Sovjet-Unie in 1955, 1957 en 1958. Ook won Siliņš twee keer de EuroLeague in 1958 en 1959. In 1956 won hij met de Letse SSR de Spartakiade van de Volkeren van de USSR. Siliņš won een gouden medaille op het Europees kampioenschap in 1953 en een bronzen medaille in 1955. Hij kreeg de onderscheiding Meester in de sport van de Sovjet-Unie. In 1959 stopte hij met basketballen.

## Erelijst
- Landskampioen Sovjet-Unie: 5
  - Winnaar: 1952, 1955, 1956, 1957, 1958
  - Tweede: 1951, 1953, 1954
  - Derde: 1950
- Bekerwinnaar Sovjet-Unie:
  - Runner-up: 1949, 1951, 1952
- EuroLeague: 2
  - Winnaar: 1958, 1959
- Europees Kampioenschap: 1
  - Goud: 1953
  - Brons: 1955
- Spartakiade van de Volkeren van de USSR: 1
  - Winnaar: 1956